# ワイ・ディー・シー
ワイ・ディー・シー株式会社は、秋田県横手市に本社を置く企業。自動車販売・車検整備および秋田県公安委員会の指定自動車教習所を運営していた。また、諸官庁各事業所教習委託校でもあった。

## 沿革
- 1865年（慶応元年） - 平田源太郎商店を創業
- 1953年（昭和28年）6月 - 平田源太郎商店の自動車学校部門として発足する。
- 1972年（昭和47年）8月 - 株式会社横手自動車学校・株式会社湯沢自動車学校を設立する。
- 2000年（平成12年）10月 - 横手・湯沢の両社を合併しワイ・ディー・シー株式会社を設立する[1]。
- 2019年（令和元年）11月1日 - 横手・湯沢の両自動車学校が廃止のため、運転免許取得者教育の認定取消しを受ける[2][3]。

## 事業所
- 平田自動車 - 自動車新車（スズキ他）、除雪機・建機販売（ヤンマー、ヤナセ）、車検整備（ホリデー車検FC店）
- YDC保険 - 各種損保・生保代理店
- 横手自動車学校
- 湯沢自動車学校
- クレーン学校横手校

## 横手自動車学校

### 取り扱う免許
自動車教習所で取得できる全ての免許
第一種運転免許
- 大型自動車第一種
- 中型自動車第一種
- 普通自動車第一種
- 大型特殊自動車
- けん引
- 大型自動二輪車
- 普通自動二輪車
- 普通自動二輪車（小型限定）

第二種運転免許
- 大型自動車第二種
- 中型自動車第二種
- 普通自動車第二種

### 車種
- 普通車---BMW・318i、トヨタ・コンフォート
- 中型車---日野・レンジャー、いすゞ・フォワード
- 中型二種---日野・レインボー
- 大型車---日野・プロフィア
- 大型二種---日野・ブルーリボン、三菱ふそう・エアロスター
- 大型特殊---TCM・S24、古河・F02A-1872
- けん引---日野・レンジャー
- 大型二輪---スズキ・GSF750(MT)、ハーレーダビッドソン・スポーツスター883(MT)、ヤマハ・FZX750(MT)、スズキ・スカイウェイブ650
- 普通二輪---ホンダ・CB400SF(MT)、スズキ・スカイウェイブ400(AT)
- 小型二輪---スズキ・GS125E(MT)、スズキ・アドレスV125(AT)
- 原付---スズキ・蘭

### 所在地
- 〒013-0064  秋田県横手市赤坂字上喜連森116

## 湯沢自動車学校

### 取り扱う免許
自動車教習所で取得できる全ての免許
第一種運転免許
- 大型自動車第一種
- 中型自動車第一種
- 普通自動車第一種
- 大型特殊自動車
- けん引
- 大型自動二輪車
- 普通自動二輪車
- 普通自動二輪車（小型限定）

第二種運転免許
- 大型自動車第二種
- 中型自動車第二種
- 普通自動車第二種

### 車種
- 普通車---BMW・318i、トヨタ・コンフォート
- 中型車---日野・レンジャー
- 中型二種---日野・レインボー
- 大型車---日野・プロフィア、日産ディーゼル・ビッグサム
- 大型二種---日野・ブルーリボン、三菱ふそう・エアロスター、日産ディーゼル・U-UA440
- 大型特殊---TCM・S24
- けん引---日野・レンジャー
- 大型二輪---スズキ・GSF750(MT)、ハーレーダビッドソン・スポーツスターXLH883(MT)、ヤマハ・FZX750(MT)、スズキ・スカイウェイブ650
- 普通二輪---スズキ・GSX400インパルス(MT)、スズキ・スカイウェイブ400(AT)
- 小型二輪---スズキ・GS125E(MT)、スズキ・アドレスV125(AT)
- 原付---スズキ・蘭

### 所在地
- 〒012-0055 秋田県湯沢市山田下宿川原31-33